# Clifford Taubes
Pour les articles homonymes, voir Taubes.
Clifford Henry Taubes, né à Rochester (État de New York) en 1954, est un professeur de mathématiques à Harvard qui travaille sur les théories de jauge en géométrie différentielle.

## Biographie
Son travail sur les compactifications des espaces de solutions des équations de Yang-Mills a été utilisé par Donaldson dans les années 1980 pour prouver en particulier que l'espace euclidien à quatre dimensions ℝ4 admet une infinité non dénombrable de structures différentielles exotiques, ce qui a énormément étonné les mathématiciens à l'époque. Ses travaux sur le lien entre la théorie de jauge et la géométrie énumérative (plus précisément entre les invariants de Seiberg-Witten et ceux de Gromov-Witten (en)) sont également très connus.

## Prix et récompenses
En 1993 il est lauréat du prix Élie-Cartan. En 1991 il reçoit le prix Oswald-Veblen
Il a été élu à l'Académie des sciences américaine en 1996.
En 2009, il a partagé avec Simon Donaldson le prix Shaw en mathématiques.

## Livres
- Modeling Differential Equations in Biology  (ISBN 0130173258)
- The L Squared Moduli Spaces on Four Manifold With Cylindrical Ends (Monographs in Geometry and Topology)  (ISBN 1571460071)
- Metrics, Connections and Gluing Theorems (CBMS Regional Conference Series in Mathematics)  (ISBN 0821803239)